# A kertvárosi gettó
A kertvárosi gettó (eredeti címen: The Boondocks) egy felnőtteknek szóló amerikai rajzfilmsorozat, amelyet Aaron McGruder készített az Adult Swim számára 2005-ben. A műsor McGruder azonos című képregényén alapszik. Ez a sorozat az Adult Swim egyik legsikeresebb sorozatának számít, négy évadot élt meg 55 db, egyenként kb. 22 perces epizóddal. Az Amerikai Egyesült Államokban 2005. november 6-án debütált a sorozat és 2014. június 23-án ért véget. Magyarországon 2013 és 2014 között Animax mutatta be az első három évadot.

## Összefoglaló
A kertvárosi gettó a Freeman családot mutatja be, akik Chicagóból átköltöznek a Woodcrest nevű kertvárosba a Szelíd szarvas sétányra. A Freeman család tagjai feketék, és ebben a kertvárosban többségében fehér emberek élnek, és ez rendkívül sok bonyodalommal és kalanddal jár a család számára. Időközben beilleszkednek az új környezetbe, és jó barátságot kötnek az ott élőkkel.

## Szereplők
| Szereplő     | Színész          | Magyar hang     |
| ------------ | ---------------- | --------------- |
| Huey         | Regina King      | Szabó Máté      |
| Riley        | Regina King      | Fekete Zoltán   |
| Robert       | John Witherspoon | Végh Péter      |
| Tom          | Cedric Yarbrough | Makranczi Zalán |
| Barack Obama | Marlin Hill      | Jakab Csaba     |